# Abeyrathna Kumara
Abeyrathna Saman Siriwardhana Dinesh Kumara (ur. 30 sierpnia 1977) – lankijski zapaśnik walczący w obu stylach. Piąty i ósmy na igrzyskach Wspólnoty Narodów w 2010. Brązowy medalista Igrzysk Azji Południowej w 1999, 2006 i 2010 roku.